# المجعارة (جبلة)

تعديل مصدري - تعديل

المجعارة محلة تابعة لقرية الظهرة، التابعة لعزلة انامر اعلى بمديرية جبلة إحدى مديريات محافظة إب في الجمهورية اليمنية، بلغ تعداد سكانها 146 حسب تعداد اليمن لعام 2004.